# Pobletklostret
Pobletklostret är ett cistercienserkloster som grundades år 1151 av franska cisterciensermunkar. Det ligger i Conca de Barberà, i Catalonia (Spanien). Huvudarkitekt var Arnau Bargués.
Anläggningen var det kungliga panteon under Kronan av Aragonen sedan Jakob I av Aragonien. Klostret övergavs 1835 och restaurerades under 1940-talet.

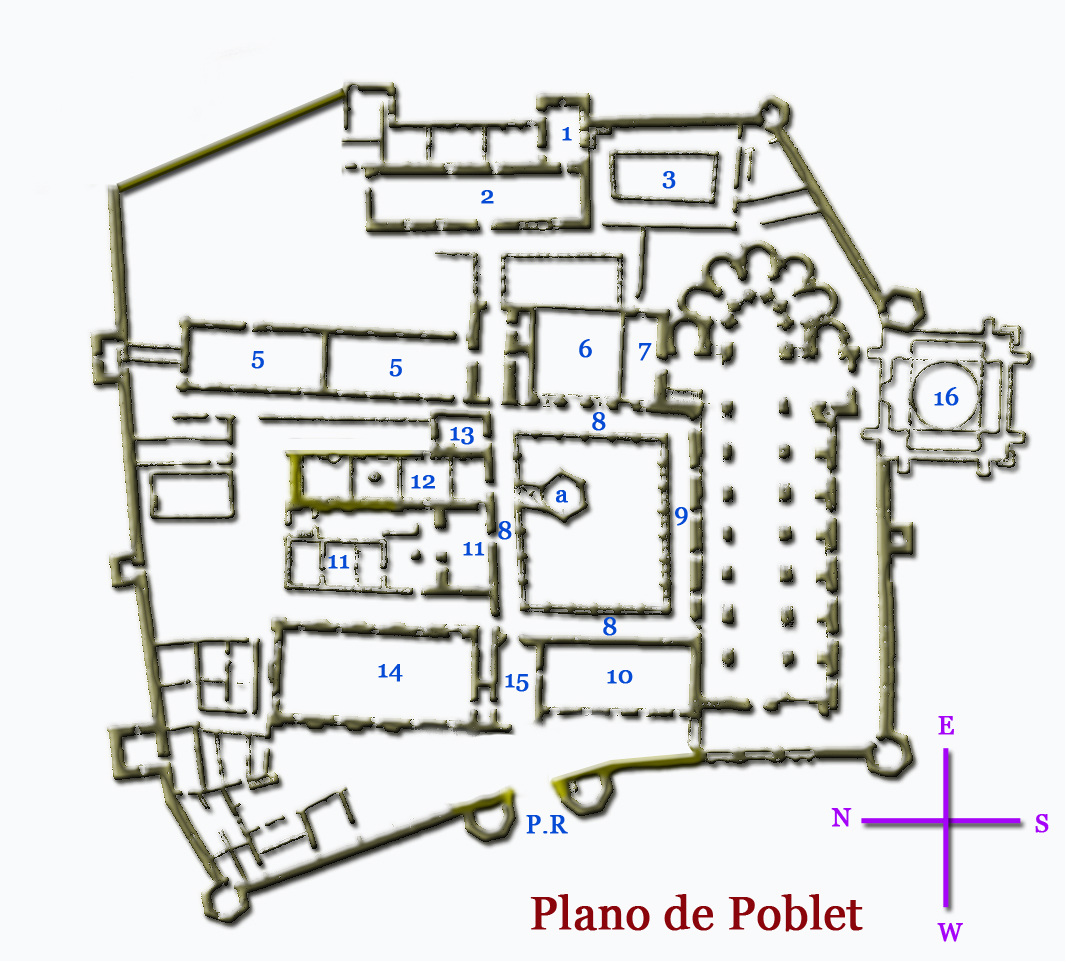
Plankarta

Klostret var det första av tre systerkloster, tillsammans kända som cisterciensertriangeln, som bidrog till att konsolidera makten i Katalonien under 1100-talet (De andra två är Vallbona de les Monges och Santes Creus).
Anläggningen är ett världsarv sedan 1991. Altaret från 1527 skulpterades av Damián Forment.